# Jackie Mittoo
Donat Roy Mittoo (3 de marzo de 1948 - 16 de diciembre de 1990), más conocido como Jackie Mittoo, fue un teclista, compositor y director musical jamaiquino-canadiense. Fue miembro de The Skatalites y director musical del sello discográfico Studio One.

## Biografía
Nació en Brown's Town, parroquia de Saint Ann, de ascendencia India-canadiense, comenzó a aprender a tocar el piano cuando tenía tres años bajo la tutela de su abuela.
En la década de 1960, fue miembro de grupos The Skatalites, The Sheiks, The Soul Brothers, The Soul Vendors y Sound Dimension. Las composiciones de Mittoo en este período incluyen "Darker Shade of Black", "Feel Like Jumping" y "Baby Why". Tocó con Lloyd "Matador" Daley en 1968 y 1969.
A mediados de la década de 1970, emigró a Toronto, Canadá. Allí grabó tres álbumes, Wishbone (Summus), Reggae Magic (CTL) y Let's Put It All Together (CTL). También fundó el sello discográfico Stine-Jac y dirigió una tienda de discos.
En 1970, su canción "Peanie Wallie" fue reelaborada en una canción llamada "Duppy Conqueror" y grabada por The Wailers. Actuó en salones locales de Toronto durante la década de 1970. Ayudó a músicos de reggae del área de Toronto, incluidos Earth, Roots and Water, Esso Jaxxon (R. Zee Jackson), Carl Harvey, Lord Tanamo, Boyo Hammond, Carl Otway, The Sattalites, Jackie James y Jason Wilson. Continuó grabando para productores jamaicanos en la década de 1970, principalmente para Bunny Lee. Coescribió "Armagideon Time" (más tarde grabada por The Clash) con Willi Williams, lanzada en 1980.
En la década de 1980 trabajó a menudo con Sugar Minott. En 1985, viajó a Ghana con la banda británica Musical Youth, y mientras estaba allí grabó temas que luego se lanzarían en el álbum Jackie Mittoo in África.  En 1989, se reincorporó brevemente a The Skatalites, pero se fue cuando su salud comenzó a deteriorarse. En 1989 y 1990, grabó Wild Jockey para el sello Wackies de Lloyd Barnes.
Ingresó en un hospital el 12 de diciembre de 1990 y murió de cáncer el 16 de diciembre a la edad de 42 años. Su funeral se celebró en el Estadio Nacional de Kingston, Jamaica, el 2 de enero de 1991. Hortense Ellis, Neville 'Tinga' Stewart, Desmond "Desi Roots" Young, Ruddy Thomas, Tommy Cowan y Clement "Coxsone" Dodd estuvieron entre los asistentes. Casi al mismo tiempo se celebró un concierto conmemorativo, con actuaciones de Vin Gordon, Leroy "Horsemouth" Wallace, Glen 'Bagga' Fagan, Pablo Black, Robbie Lyn, Michael "Ibo" Cooper, Ken Boothe, Delroy Wilson, Carlene Davis, Tinga Stewart y otros.

## Discografía

### Álbumes
- Jackie Mittoo en Londres (Coxsone, 1967)
- Evening Time (Coxsone, 1968) – con The Soul Vendors
- Sigue bailando (Coxsone, 1969)
- Jackie Mittoo Now (Studio One, 1970) (también publicado en el sello Bamboo )
- Macka Fat (Estudio Uno, 1970)
- Wishbone (Summus, 1971)
- Reggae Magic (Studio One, 1972) (también publicado en el sello Canadian Talent Library)
- Vamos a ponerlo todo junto ( United Artists #LA442-G, 1975) (también publicado en el sello Birchmount)
- Showcase (Estudio Uno, 1976)
- Sangre caliente (Tercer Mundo, 1977)
- Show Case Volumen 3 (Abraham, 1977) (también publicado como The Jackie Mittoo Showcase en el sello Sonic Sounds)
- A sangre fría (Tercer Mundo, 1978) (también publicado por el sello Justice)
- The Keyboard King (Tercer Mundo, 1978) (también publicado en el sello Weed Beat)
- Antología de la serie de coleccionistas de reggae, vol. 4 (Artistas Unidos #LA804-H, 1978)
- The Money Makers (Una producción musical de Jackie Mittoo, 1979)
- Tigre pisando fuerte (Rite Sound Inc., 1979)
- Wild Jockey (Wackies, 1989) (también lanzado como Jackie Mittoo At Wackies en el sello Alpha Enterprise)

### Recopilaciones
- El original (Tercer Mundo, 1978)
- Mudanza (Vive y ama, 1979) – con Jah Stitch
- Reproduce éxitos de Studio One y más ( Rhino, 1991) – con Winston Wright
- Amor y armonía (Rhino, 1994) – con Jah Stitch (reedición de Moving Away )
- Homenaje a Jackie Mittoo ( Heartbeat, 1995)
- Leyenda del teclado (Sonic Sounds, 1995)
- Jackie Mittoo en África (Quartz, 1997)
- Presentación: Striker Lee (Culture Press, 1997)
- El Rey del Teclado en Studio One (Universal Sound, 2000)
- Canción de tambor (Attack, 2003)
- Último tren a Skaville (Soul Jazz Records, 2003) – con The Soul Brothers
- Champion In The Arena 1976–1977 ( Sangre y Fuego, 2003) (reedición de Show Case Volumen 3 con pistas adicionales)
- Jackie Mittoo con Winston Wright en King Tubbys (Attack, 2004) – con Winston Wright
- Estilo rock de Jah (Grooving con el rey del teclado 1976-1978) ( Trojan, 2005)
- Jackie Mittoo sigue adelante (Jamaican Recordings, 2008)